# Molophilus eurygramma
Molophilus eurygramma är en tvåvingeart som beskrevs av Alexander 1929. Molophilus eurygramma ingår i släktet Molophilus och familjen småharkrankar. Inga underarter finns listade i Catalogue of Life.